# المعمر (الحيمة الداخلية)

تعديل مصدري - تعديل

المعمر هي إحدى قرى عزلة بني الحذيفي بمديرية الحيمة الداخلية التابعة لمحافظة صنعاء، بلغ تعداد سكانها 222 نسمة حسب تعداد اليمن لعام 2004.